# Limoux (AOC)
L'appellation d'origine contrôlée limoux fait partie des vignobles du Languedoc-Roussillon dans la région de Limoux située à 25 kilomètres au sud de Carcassonne. Elle concerne la production de vins blancs et rouges avec principalement des vins blancs effervescents. Le nom de l'appellation peut être complété pour ces derniers par la mention « blanquette de Limoux » (AOC depuis 1938 devenue AOP), « méthode ancestrale » ou « méthode traditionnelle ». Dans la même aire de production est élaboré le crémant de Limoux qui bénéficie lui aussi d'une appellation d'origine protégée depuis 1990.

## Histoire

Viticulture monastique

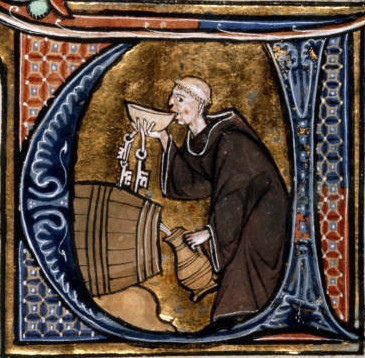
Moine goûtant son vin.

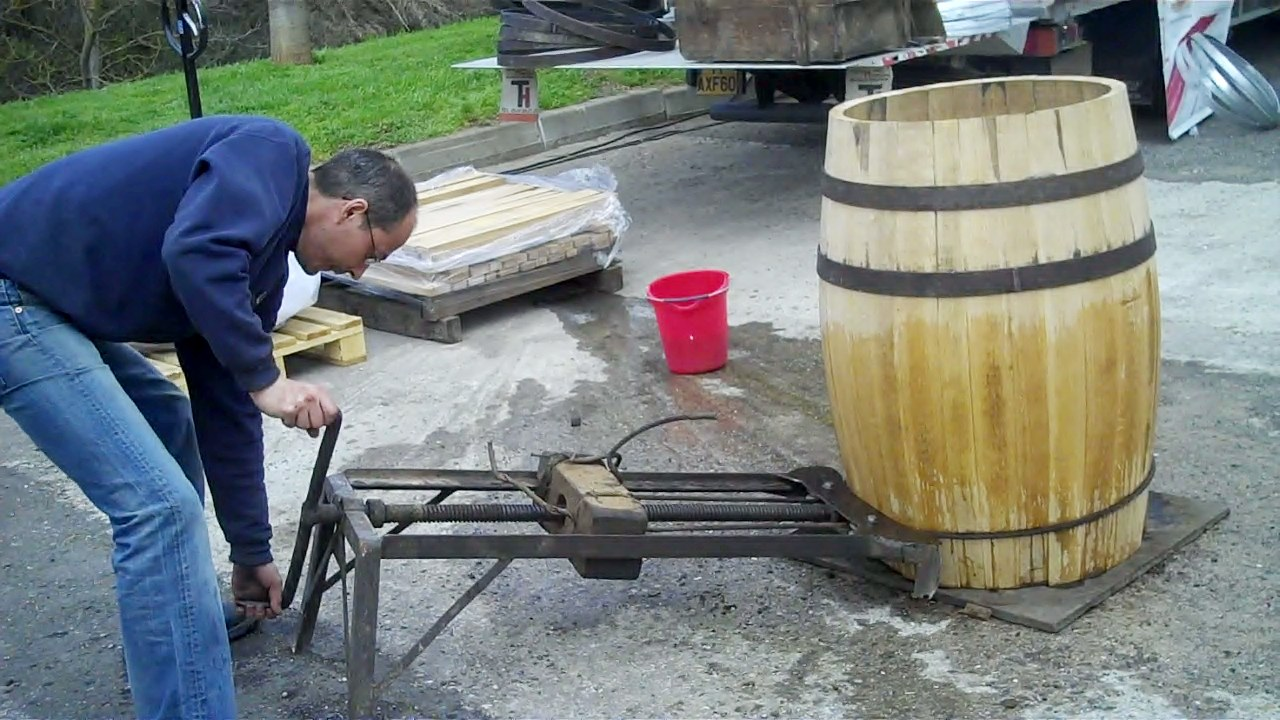
Tonnelier en Limouxin

La blanquette de Limoux, mentionnée pour la première fois dans un document de 1544, a une riche histoire.
Ce vin est protégé par une AOC depuis 1938. Le décret du 21 février 1959 modifié par le décret du 29 juillet 1993 reconnaît la production de « vins tranquilles » blancs (cépage mauzac 15 % minimum, chardonnay et chenin) avec vinification obligatoire en fût de chêne. Le décret du 23 juin 2004 reconnaît l'appellation Limoux rouge (cépages : 50 % minimum de merlot ; 30 % minimum de côt, syrah, grenache et 10 % maximum de carignan comme cépages principaux et 0 à 20 % de cabernet-franc et cabernet-sauvignon, cépages accessoires...).

## Géographie et climat
Située dans le département de l'Aude et la région Languedoc-Roussillon, il est produit dans les environs de la ville de Limoux, à l'ouest des Corbières. Les versants sud des coteaux sont réservés à l'appellation et présentent une combinaison de terres argilo-calcaires légères et caillouteuses.
Le climat de Limoux est favorable à la production de blancs. La zone est influencée par la Méditerranée et l'océan Atlantique, procurant un ensoleillement important et une pluviométrie bien répartie dans l'année et suffisante.

## Zone de production
Elle se trouve à l'extrémité occidentale de la région du Languedoc, aux pieds des Pyrénées entre 200 et 450 m d'altitude sur quatre terroirs, 7 800 hectares (dont 2 000 en AOC) et sur 41 communes.
Les quatre terroirs sont non hiérarchisés mais définis par leur rapport à leur climatologie :

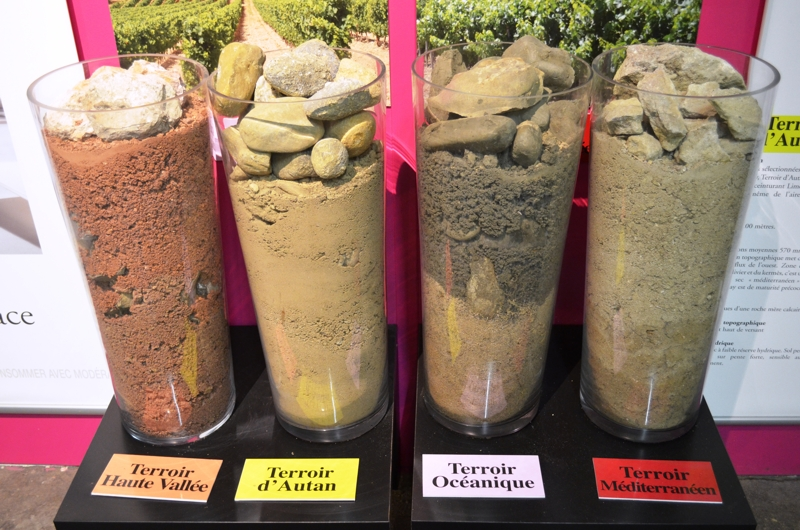
Terres de Limoux

- Terroir d'Autan : 150 à 200 mètres d'altitude, 570 mm de précipitations par an, situé entre deux massifs montagneux (les Corbières et le Chalabrais), le climat est chaud et sec, il est en deuxième position dans l'ordre des vendanges.
- Terroir Méditerranéen : 100 à 200 mètres d'altitude, à l'est de Limoux, 650 mm de précipitations par an, le climat est chaud et tempéré par des vents de la mer qui lui confère une hygrométrie ambiante, parfois élevée, favorisant une monté rapide des sucres, il est le premier terroir dans l'ordre des vendanges.
- Terroir Océanique : 200 à 300 mètres d'altitude, 780 mm de précipitations par an, à l'ouest de Limoux, proche de Toulouse, climat humide et tempéré ouvert aux flux d'ouest par des périodes chaudes, Maturité plus tardive que les terroirs d'Autan et Méditerranéen (2 semaines environ).
- Terroir Haute Vallée : 300 mètres d'altitude, 750 mm de précipitations par an, proche des Pyrénées en remontant l'Aude, humide et plus froid avec un printemps tardif et un automne frais.

## Communes de production

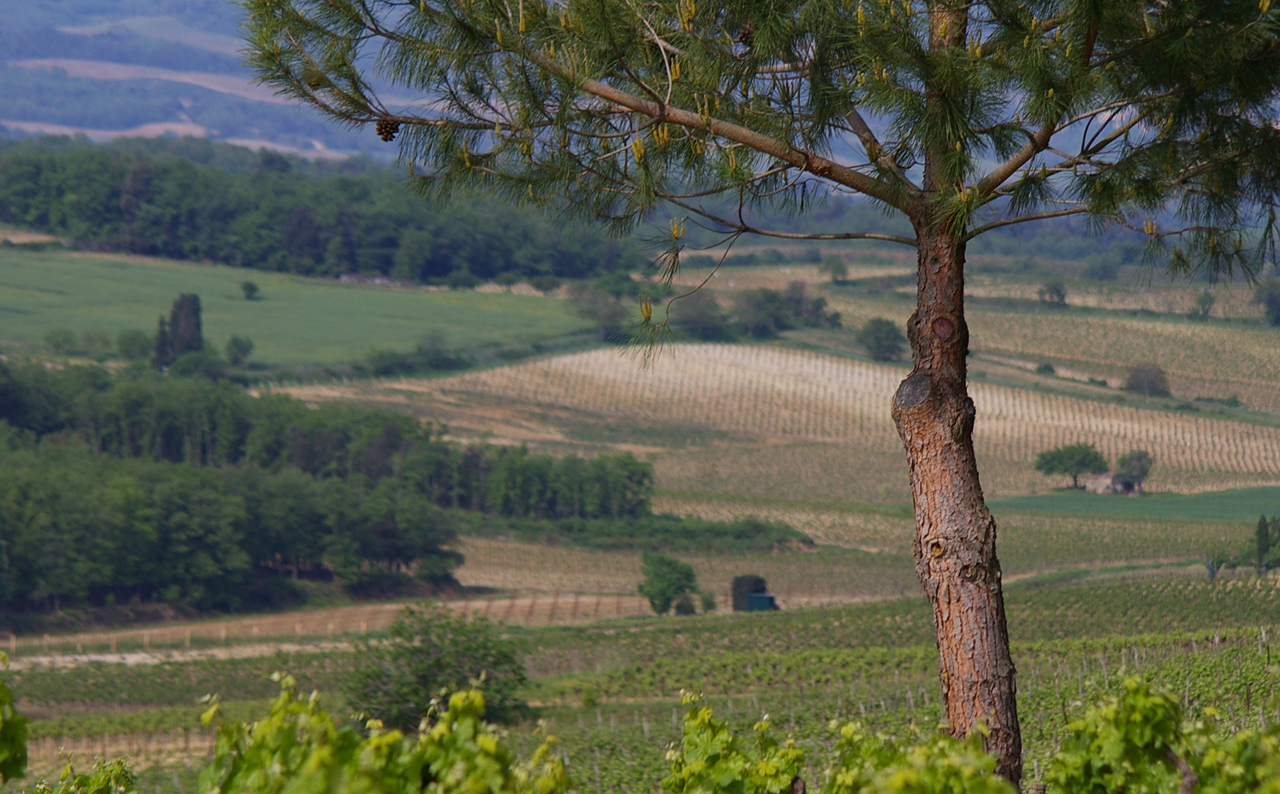
Vignoble de Limoux

Alet-les-Bains, Ajac, Antugnac, Bouriège, Campagne-sur-Aude, Cassaignes, Castelreng, Cépie, Conilhac-de-la-Montagne, Couiza, Cournanel, Coustaussa, La Digne-d'Amont, La Digne-d'Aval, Espéraza, Fa, Festes-et-Saint-André, Gaja-et-Villedieu, Gardie, Ladern-sur-Lauquet, La Serpent, Limoux, Loupia, Luc-sur-Aude, Magrie, Malras, Montazels, Pauligne, Peyrolles, Pieusse, Pomas, Roquetaillade, Rouffiac-d'Aude, Saint-Couat-du-Razès, Saint-Hilaire, Saint-Polycarpe, Serres, Tourreilles, Vendémies, Villar-Saint-Anselme, Villebazy et Villelongue-d'Aude.
Afin de permettre aux promeneurs de savoir dans quel terroir ils se situent, le Syndicat du Cru a entrepris une étude « Vignoble Paysagers » qui devrait permettre d'ici 2010 de matérialiser chaque zone par une couleur et un arbre dominant.[Passage à actualiser]
Les habitants s'engagent dès à présent à planter des rosiers de couleur :
- jaune dans le terroir d'Autan,
- rouge dans le terroir Méditerranéen,
- rose dans le terroir Océanique,
- orange dans le terroir Haute Vallée.

## Cépages

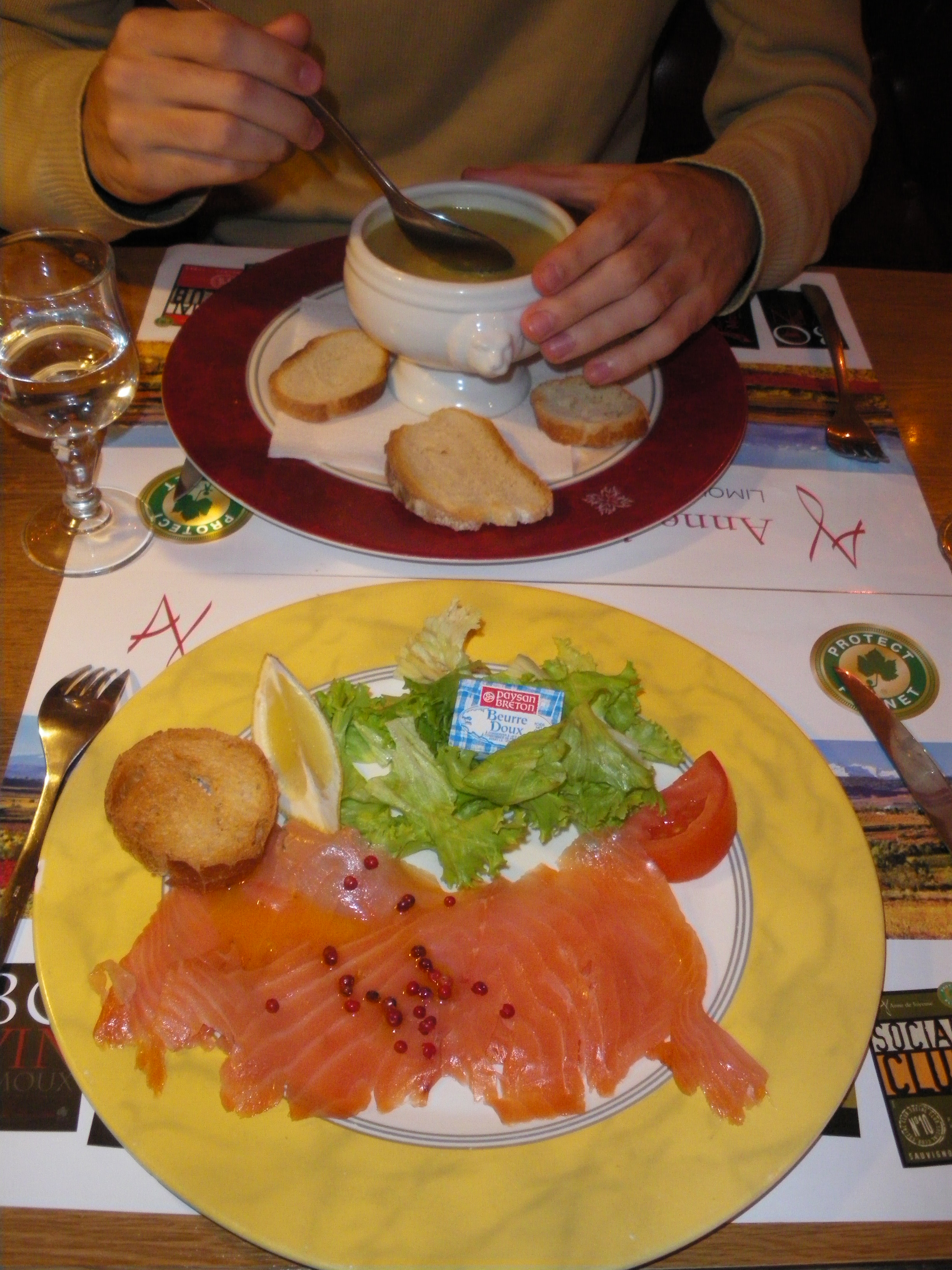
Gastronomie en Limouxin

Le Limoux blanc AOP est élaboré à partir de trois cépages. Le mauzac, le chardonnay et le chenin blanc. Pour les blancs effervescents, dans la blanquette de Limoux le mauzac doit être majoritaire avec au minimum 90 %, alors que dans le crémant de Limoux c'est le chardonnay qui va dominer à hauteur d'un minimum de 60%. Il n’y a pas d’obligation pour les blancs tranquilles. Des blancs 100 % chardonnay sont d’ailleurs de plus en plus produits. Dans l'AOP Limoux rouge (75 hectares du vignoble), prédomine le merlot (50 % au minimum) qui peut être assemblé avec le cot, grenache, syrah, carignan, cabernet-sauvignon et cabernet franc.

## Vin et gastronomie
Le chardonnay dans le Limoux blanc développe des arômes d'agrumes, de vanille, de noisette grillée, et parfois beurrés. Quant au chenin, il apporte des notes florales et des arômes de prune ou de pêche, jointe à une belle minéralité. Le mauzac ajoute quant à lui des arômes spécifiques de pomme verte et de poire. Pour le Limoux rouge, se dégagent à l'agitation des arômes de pruneau, de cuir et de garrigue, avec des accents de réglisse.
Le Limoux blanc fait un mariage parfait avec les poissons, les fruits de mer, les crustacés ainsi que les fromages (chèvre ou le vieux cantal). Le Limoux rouge s'accorde avec les viandes rouges et les gibiers.